# Rodolphe Saadé
Pour les articles homonymes, voir Saadé.
Rodolphe Saadé (en arabe : رودولف سعادة), né le 3 mars 1970 à Beyrouth, est un chef d'entreprise et milliardaire franco-libanais d’origine syrienne,,.
Il est depuis novembre 2017 le dirigeant du groupe CMA CGM, l'un des leaders mondiaux du transport et de la logistique. Il est propriétaire des journaux La Provence, Corse-Matin et La Tribune via CMA CGM Médias,,, et il acquiert Altice Media en juillet 2024, ce qui fait de lui le propriétaire de plusieurs médias français importants comme BFM TV ou RMC. Sa fortune est estimée en 2025 à 35 milliards d'euros.

## Biographie

### Formation et jeunesse
Rodolphe J. Saadé est né le 3 mars 1970 au Liban, au sein d’une famille chrétienne d’origine syrienne. C'est le fils de Jacques Saadé, fondateur du groupe CMA CGM, et de son épouse Naila. Après avoir obtenu un diplôme en commerce et marketing à l'université Concordia de Montréal, il fonde au Liban une entreprise de fontaines à eau baptisée Dynamic Concept. Président-directeur général de cette société, il acquiert une première expérience du commerce international au Liban et en Syrie.

### Débuts à CMA CGM
Il rejoint le groupe CMA CGM, dirigé par son père, en 1994 et exerce tout d'abord diverses fonctions à New York et Hong Kong avant de s'installer au siège de l'entreprise à Marseille. Entre 1997 et 2004, il acquiert des responsabilités de plus en plus importantes au sein de l'entreprise.
De 1997 à 2000, Rodolphe Saadé est successivement directeur des lignes États-Unis - Méditerranée - Extrême-Orient - Europe du Nord et Extrême-Orient - Europe du Nord - Côte Ouest des États-Unis. Nommé directeur des lignes transatlantiques et transpacifiques en 2000, il en devient vice-président en 2002[réf. souhaitée].
En 2004, Rodolphe Saadé est nommé directeur général chargé du développement des lignes régulières sur l’Axe Nord/Sud, à destination de l'Amérique du Nord, de l'Amérique centrale, des Caraïbes, de l'Afrique du Sud et de l'Ouest, de l’Australie et de l'océan Indien. À la suite du rachat de Delmas (compagnie maritime) par CMA CGM en 2005, il se charge de l’expansion des lignes en Afrique et dans l’océan Indien et transforme la filiale en un opérateur maritime efficace et rentable[réf. nécessaire]. Il prend la tête de cette compagnie spécialisée dans les lignes africaines en 2008. L'année 2008 est par ailleurs marquée par la gestion de la prise d’otages d’un navire de croisière de la Compagnie du Ponant (alors filiale de CMA CGM), durant laquelle il joue un rôle clé en menant les discussions avec les ravisseurs et en contribuant à faire libérer les victimes indemnes.
Nommé vice-président et membre du conseil d’administration de CMA CGM en 2010, il supervise la restructuration financière du groupe la même année[réf. souhaitée].
En 2015, Rodolphe Saadé conduit l’offre publique d’achat sur l'ensemble des titres de Neptune Orient Lines, une entreprise de transport maritime basée à Singapour, et devient président du conseil d’administration de NOL un an plus tard. En 2016, il mène les discussions qui permettront la signature d’Ocean Alliance, un accord opérationnel stratégique avec les compagnies maritimes Cosco, Evergreen Marine Corporation et Orient Overseas Container Line. Cet accord permet d’offrir un service inégalé avec des temps de transit rapides, une fréquence de départs compétitive et la plus grande couverture portuaire du marché.

### Président-directeur général de CMA CGM
Rodolphe Saadé est nommé directeur général du groupe CMA CGM en février 2017 puis président-directeur général en novembre de la même année.
C’est sous son impulsion que CMA CGM prend en avril 2018 une participation de 25 % dans CEVA Logistics lors de son introduction en bourse. Un an plus tard, il pilote avec succès l'offre publique d'achat sur l’entreprise. Avec cette acquisition, « CMA CGM crée un groupe mondial de transport et de logistique ». Rodolphe Saadé décide de transférer le siège de CEVA Logistics de la Suisse vers la France. Il l’inaugure en novembre 2019, en présence du Premier ministre Édouard Philippe. CEVA achève son redressement en 2021, en devenant bénéficiaire pour la première fois depuis plus de 10 ans. La filiale rejoint le top 4 mondial de la logistique contractuelle, grâce à l’acquisition de la division logistique du groupe Ingram Micro pour 2,6 milliards d’euros. Cette opération renforce l’empreinte de CEVA aux États-Unis et en Europe, et conforte son expertise dans le commerce en ligne.
En août 2018, Rodolphe Saadé annonce la création d'un incubateur de startups à Marseille, baptisé ZEBOX, en partenariat avec Accenture, BNP Paribas, EY, le transitaire Centrimex et le logisticien CEVA,.
La pandémie de Covid-19, en perturbant le commerce international, a permis aux transporteurs maritimes de pratiquer entre 2020 et 2022 des prix très élevés en s'appuyant sur leur pouvoir de marché, multipliant leurs tarifs par plus de cinq, ce qui génèrera des profits records. Rodolphe Saadé est présenté par Alternatives Économiques comme « un nouveau baron du capitalisme français » car CMA-CGM affiche plus de 40 milliards d'euros de profits, qui lui ont permis d'investir dans des secteurs diversifiés tels les transports, la logistique, les médias.
En février 2021, le groupe annonce franchir une nouvelle étape avec la création de CMA CGM Air Cargo, sa division spécialisée dans le fret aérien. Pour accompagner sa croissance sur ce marché porteur, la flotte de la division, composée de quatre avions-cargos Airbus A330, sera renforcée par 2 Boeing 777 full freighter en 2022 et 4 A350F, livrés à partir de 2025.
En 2021, pour faire face à la demande exceptionnelle en transport entraînée par la forte reprise de l’économie mondiale, le groupe augmente massivement ses capacités, grâce à l’acquisition de navires supplémentaires et au renforcement de sa flotte de conteneurs. Rodolphe Saadé décide également de geler les taux de fret spot du 9 septembre 2021 au 1er février 2022, pour privilégier une relation de long terme avec les clients du groupe. L’acquisition de terminaux stratégiques, comme Fenix Marine Service dans le port de Los Angeles pour 1,6 milliard d’euros et à New York pour 2,6 milliards d’euros, permet au groupe de renforcer sa maîtrise des chaînes d’approvisionnement et d’améliorer sa qualité de service.
En juin 2022, il intègre le conseil d'administration d'Air France-KLM.
Après des années 2021 et 2022 extrêmement profitables, le groupe CMA-CGM affiche une trésorerie record qui permet à Rodolphe Saadé de se lancer dans une campagne d'acquisitions d'entreprises.
Ainsi, Rodolphe Saadé annonce en février 2024 que le rachat de Bolloré Logistics pour 4,8 milliards d'euros est devenu définitif, ce qui renforce le groupe dans le métier de commissionnaire de transport, et porte l'effectif du groupe à près de 170 000 personnes,.
Le 15 mars 2024, il annonce le rachat pour 1,55 milliard d'euros d'Altice Média, auparavant propriété du milliardaire Patrick Drahi, comprenant les chaînes des groupes BFM et RMC ainsi que les médias numériques associés,.
Dans le fret routier, il rachète Gefco pour 438 millions d’euros et Colis Privé pour 646 millions d’euros. Près de Marseille, il acquiert la compagnie La Méridionale, transporteur maritime de fret et de passagers vers la Corse et le Maroc, pour 120 millions d’euros.
En mars 2024, des articles de presse indiquent qu’il aurait mis à pied Aurélien Viers, le directeur de la rédaction de La Provence, à la suite d'une Une peu flatteuse pour Emmanuel Macron qui aurait déplu à l'actionnaire principal de l'entreprise, la CMA CGM,,. Cette version a néanmoins été contestée dans une interview par Jean-Christophe Tortora, directeur de l’entité Media du Groupe CMA CGM.
Il est perçu comme proche d’Emmanuel Macron avec qui il communique régulièrement.
En novembre 2024 il se positionne contre le projet du gouvernement d'alourdir la contribution fiscale exceptionnelle, menaçant de moins investir si cela entrait en vigueur.
En 2025, il annonce un investissement de 20 milliards de dollars au Etats-Unis.
En mai 2025 il participe à une augmentation de capital réservée de Pathé, prenant une part de 20% du capital du groupe pour un montant non communiqué, au travers de sa holding personnelle, Merit.

## Fortune professionnelle
En 2019, sa fortune professionnelle est estimée par Forbes à 9,2 milliards d'euros, ce qui le classe 8e milliardaire français.
En 2021, elle est estimée à 6 milliards d'euros dans le classement du magazine Challenges. Celle-ci connaît une augmentation très importante en raison de la crise du Covid-19 qui augmente fortement le prix du transport maritime, elle est estimée à 36 milliards d'euros en 2022, soit une augmentation de 500 % en un an,.
Toutefois, selon Forbes, sa fortune ne serait que de 8,9 milliards de dollars fin février 2024, ayant fortement baissé par rapport à 2022 en raison de la baisse du prix des conteneurs.
En juin 2024, Mediapart révèle que Rodolphe Saadé est devenu l’un des milliardaires les moins imposés de France via la combinaison d'un dispositif fiscal avantageux spécifique aux armateurs et appliqué à 86 % de la flotte mondiale, la taxe au tonnage, et l'utilisation d'une holding familiale, Merit France SAS, qui détient 72,6 % du capital de CMA CGM. Entre 2021 et 2023, CMA CGM a versé 6,75 milliards d'euros de dividendes, dont près de 5 milliards à Merit France SAS . Un total qui n'est soumis qu'à un taux d'imposition de 1,25 % et qui s'explique par l'application du régime fiscal dite mère-fille de la directive européenne de 2011. Celle-ci vise à éviter la double imposition à l'impôt sur les sociétés (IS) pour un groupe et sa holding. Or, CMA CGM bénéficie en effet déjà depuis 2003, comme tous les armateurs européens, de la possibilité de payer une taxe au tonnage pour son activité principale, sous réserve qu'au moins 25 % de sa flotte soit sous pavillon européen et de respecter certaines normes de modernisation des navires. Cette taxe au tonnage dépend de la capacité de transport des navires de commerce des armateurs. La holding bénéficie donc de ce taux réduit pour les activités maritimes du groupe. Les activités logistiques, portuaires et autres de CMA CGM sont quant à elles taxées à l'impôt sur les sociétés habituel. À noter que pour bénéficier du régime fiscal mère-fille, la société fille doit être assujettie à l’IS sans possibilité d’option et sans en être exonérée. Mediapart rappelle par ailleurs dans son article les investissements récents de CMA CGM dans la logistique, le fret routier et les médias.
Sa fortune est estimée à 8,9 milliards de dollars le 15 mars 2024 par Forbes.

## Vie privée
Il est marié à Véronique Albertini-Saadé, ancienne numéro deux de la Compagnie du Ponant ; elle a quitté la société en octobre 2020 après son rachat par la holding de François-Henri Pinault.
Il dispose notamment d'une résidence à Marseille ainsi que d’une villa à Saint-Tropez achetée 27 millions d’euros en 2021 à Danièle Thompson.
Sa sœur Tanya est directrice générale déléguée du groupe CMA CGM et présidente de la fondation associée. Son frère Jacques Junior est dirigeant du pôle immobilier. Avec Rodolphe Saadé, ils se partagent 70 % du capital de CMA CGM,.

## Distinctions
- Officier de la Légion d'honneur le 11 juillet 2025[54].
- Chevalier de la Légion d'honneur (2017)[55]